# 福井県第1区
福井県第1区（ふくいけんだい1く）は、日本の衆議院議員総選挙における選挙区。1994年（平成6年）の公職選挙法改正で設置。

## 区域

### 現在の区域
2013年（平成25年）公職選挙法改正以降の区域は以下のとおりである。2013年の区割変更により、かつての1区区域のほか、かつて3区だった区域のうち福井市の一部、2区であった区域が含まれることとなった。これは県政による地区区分の福井・坂井・奥越地区、あるいは市外局番0776、0779の区域と合致している。
選挙区有権者のうち福井市民の比率は6割弱に留まり、接戦となれば本選挙区、比例ブロック重複とも他県の各1区と比べて県庁所在地外市町民の票にも左右されやすい状況にある。
- 福井市
- 大野市
- 勝山市
- あわら市
- 坂井市
- 吉田郡

### 2013年以前の区域
1994年（平成6年）公職選挙法改正から2013年の小選挙区改定までの区域は以下のとおりである。
- 福井市
- 足羽郡
- 吉田郡

## 歴史
第41回から第45回までは毎回1万票以内の差で勝負が決まる激戦区であったが、第46回以降は自民党の公認候補で防衛大臣や党政調会長、党幹事長代行などの要職を歴任した稲田朋美が大差で連続当選している。
小選挙区制移行後初の第41回総選挙では、経済企画庁長官などを務めた自民党公認候補の平泉渉、新進党公認候補の笹木竜三の2人の前職に、元参議院議員で旧民主党公認候補の古川太三郎と3人の国政議員経験者に加え、自民党から公認を得られず無所属での立候補となった通商産業省出身の松宮勲もあわせた争いとなったが、笹木が7,374票差で当選している。
第42回は、落選した平泉に代わって自民党の公認を得た松宮が7,473票差で笹木に雪辱。第43回も1,679票差の激戦を制し、松宮が連続当選した。一方の笹木は新進党の解党を受けて自民党入りを模索したが、松宮との公認争いに敗れ、2回連続で無所属での立候補となった。そのような経緯もあり、双方が接戦となる対決構図となっていた。
この対決構図に変化が生じたのが2005年のいわゆる「郵政選挙」となった第44回総選挙で、松宮が郵政民営化関連法案に反対したため自民党の公認を得られず、無所属での立候補を余儀なくされた。自民党は松宮に対しいわゆる「刺客候補」として稲田朋美を送り込み、民主党の公認を初めて得た笹木も加えて三つ巴の戦いとなった。大接戦の末、稲田が373票差で笹木を下して当選。僅差で敗れた笹木も重複立候補していた比例北陸信越ブロックで復活当選し、5年ぶりに国政に復帰した。その一方で、無所属の松宮は議席を失い、自民党から離党勧告処分を受けて離党。その後2007年に民主党へ入党し、選挙区を3区へ移した。
2009年の第45回総選挙では、民主党への追い風と自民党への逆風から笹木と稲田の支持が拮抗していると事前に伝えられたが、結果は前回よりも差を広げ6,850票差で稲田が笹木を破った（笹木も比例復活当選）。
2012年の第46回総選挙では、一転して民主党に対する逆風もあり、稲田が次点以下を倍以上の得票で下し3選。笹木は比例復活も出来ず、議席を失った。
2014年の第47回総選挙では、前回日本維新の会から立候補し、その後維新の党公認候補となった元福井県議会議員の鈴木宏治との選挙協力のため笹木が初めて立候補を取りやめたが稲田が大勝。その後、第3次安倍第2次改造内閣にて防衛大臣として入閣した稲田だが、自衛隊日報問題の責任を取り辞任した後で迎えた第48回総選挙でも前回より差は詰められたものの5万票以上の差で5選。続く2021年の第49回総選挙でも次点に大差で6選となった。2024年の第50回総選挙では、稲田は立憲民主党新人の波多野翼に比例復活を許したものの7選。

## 小選挙区選出議員
| 選挙名                 | 年                 | 当選者   | 党派       |
| ---------------------- | ------------------ | -------- | ---------- |
| 第41回衆議院議員総選挙 | 1996年（平成8年）  | 笹木竜三 | 新進党     |
| 第42回衆議院議員総選挙 | 2000年（平成12年） | 松宮勲   | 自由民主党 |
| 第43回衆議院議員総選挙 | 2003年（平成15年） | 松宮勲   | 自由民主党 |
| 第44回衆議院議員総選挙 | 2005年（平成17年） | 稲田朋美 | 自由民主党 |
| 第45回衆議院議員総選挙 | 2009年（平成21年） | 稲田朋美 | 自由民主党 |
| 第46回衆議院議員総選挙 | 2012年（平成24年） | 稲田朋美 | 自由民主党 |
| 第47回衆議院議員総選挙 | 2014年（平成26年） | 稲田朋美 | 自由民主党 |
| 第48回衆議院議員総選挙 | 2017年（平成29年） | 稲田朋美 | 自由民主党 |
| 第49回衆議院議員総選挙 | 2021年（令和3年）  | 稲田朋美 | 自由民主党 |
| 第50回衆議院議員総選挙 | 2024年（令和6年）  | 稲田朋美 | 自由民主党 |

## 選挙結果
時の内閣：第1次石破内閣 解散日：2024年10月9日 公示日：2024年10月15日
当日有権者数：36万5646人 最終投票率：55.61%（前回比：1.21%） （全国投票率：53.85%（2.08%））
| 当落 | 候補者名   | 年齢 | 所属党派   | 新旧 | 得票数   | 得票率 | 惜敗率 | 推薦・支持 | 重複 |
| ---- | ---------- | ---- | ---------- | ---- | -------- | ------ | ------ | ---------- | ---- |
| 当   | 稲田朋美   | 65   | 自由民主党 | 前   | 86,906票 | 43.89% | ――     | 公明党推薦 |      |
| 比当 | 波多野翼   | 39   | 立憲民主党 | 新   | 70,328票 | 35.52% | 80.92% |            | ○    |
|      | 田中こはる | 38   | 参政党     | 新   | 19,716票 | 9.96%  | 22.69% |            |      |
|      | 金元幸枝   | 66   | 日本共産党 | 新   | 11,215票 | 5.66%  | 12.90% |            |      |
|      | 西山理恵   | 48   | 無所属     | 新   | 9,845票  | 4.97%  | 11.33% |            | ×    |

時の内閣：第1次岸田内閣 解散日：2021年10月14日 公示日：2021年10月19日
当日有権者数：37万5210人 最終投票率：56.82%（前回比：2.03%） （全国投票率：55.93%（2.25%））
| 当落 | 候補者名 | 年齢 | 所属党派   | 新旧 | 得票数    | 得票率 | 惜敗率 | 推薦・支持 | 重複 |
| ---- | -------- | ---- | ---------- | ---- | --------- | ------ | ------ | ---------- | ---- |
| 当   | 稲田朋美 | 62   | 自由民主党 | 前   | 136,171票 | 65.46% | ――     | 公明党推薦 | ○    |
|      | 野田富久 | 74   | 立憲民主党 | 新   | 71,845票  | 34.54% | 52.76% |            | ○    |

時の内閣：第3次安倍第3次改造内閣 解散日：2017年9月28日 公示日：2017年10月10日
当日有権者数：38万3767人 最終投票率：54.79%（前回比：6.15%） （全国投票率：53.68%（1.02%））
| 当落 | 候補者名 | 年齢 | 所属党派   | 新旧 | 得票数    | 得票率 | 惜敗率 | 推薦・支持 | 重複 |
| ---- | -------- | ---- | ---------- | ---- | --------- | ------ | ------ | ---------- | ---- |
| 当   | 稲田朋美 | 58   | 自由民主党 | 前   | 116,969票 | 57.34% | ――     | 公明党推薦 | ○    |
|      | 鈴木宏治 | 43   | 希望の党   | 新   | 64,086票  | 31.42% | 54.79% |            | ○    |
|      | 金元幸枝 | 59   | 日本共産党 | 新   | 22,931票  | 11.24% | 19.60% |            |      |

- 鈴木は2019年4月の福井県議会議員選挙（福井市選挙区）に無所属で出馬し当選。
- 金元は第49回は日本共産党公認で比例北陸信越ブロック単独で立候補したが落選。

時の内閣：第2次安倍改造内閣 解散日：2014年11月21日 公示日：2014年12月2日
当日有権者数：37万8855人 最終投票率：48.64% （全国投票率：52.66%（6.66%））
| 当落 | 候補者名 | 年齢 | 所属党派   | 新旧 | 得票数    | 得票率 | 惜敗率 | 推薦・支持 | 重複 |
| ---- | -------- | ---- | ---------- | ---- | --------- | ------ | ------ | ---------- | ---- |
| 当   | 稲田朋美 | 55   | 自由民主党 | 前   | 116,855票 | 64.84% | ――     | 公明党     | ○    |
|      | 鈴木宏治 | 41   | 維新の党   | 新   | 47,802票  | 26.52% | 40.91% |            | ○    |
|      | 金元幸枝 | 56   | 日本共産党 | 新   | 15,561票  | 8.63%  | 13.32% |            |      |

時の内閣：野田第3次改造内閣 解散日：2012年11月16日 公示日：2012年12月4日 （全国投票率：59.32%（9.96%））
| 当落 | 候補者名 | 年齢 | 所属党派     | 新旧 | 得票数   | 得票率 | 惜敗率 | 推薦・支持 | 重複 |
| ---- | -------- | ---- | ------------ | ---- | -------- | ------ | ------ | ---------- | ---- |
| 当   | 稲田朋美 | 53   | 自由民主党   | 前   | 68,027票 | 52.60% | ――     | 公明党推薦 | ○    |
|      | 鈴木宏治 | 39   | 日本維新の会 | 新   | 29,622票 | 22.90% | 43.54% |            | ○    |
|      | 笹木竜三 | 56   | 民主党       | 前   | 22,985票 | 17.77% | 33.79% |            | ○    |
|      | 金元幸枝 | 54   | 日本共産党   | 新   | 6,014票  | 4.65%  | 8.84%  |            |      |
|      | 山崎隆敏 | 63   | 社会民主党   | 新   | 2,681票  | 2.07%  | 3.94%  |            | ○    |

時の内閣：麻生内閣 解散日：2009年7月21日 公示日：2009年8月18日 （全国投票率：69.28%（1.77%））
| 当落 | 候補者名 | 年齢 | 所属党派   | 新旧 | 得票数   | 得票率 | 惜敗率 | 推薦・支持 | 重複 |
| ---- | -------- | ---- | ---------- | ---- | -------- | ------ | ------ | ---------- | ---- |
| 当   | 稲田朋美 | 50   | 自由民主党 | 前   | 78,969票 | 49.97% | ――     | 公明党推薦 | ○    |
| 比当 | 笹木竜三 | 52   | 民主党     | 前   | 72,119票 | 45.64% | 91.33% |            | ○    |
|      | 金元幸枝 | 51   | 日本共産党 | 新   | 6,940票  | 4.39%  | 8.79%  |            |      |

時の内閣：第2次小泉改造内閣 解散日：2005年8月8日 公示日：2005年8月30日 （全国投票率：67.51%（7.65%））
| 当落 | 候補者名 | 年齢 | 所属党派   | 新旧 | 得票数   | 得票率 | 惜敗率 | 推薦・支持 | 重複 |
| ---- | -------- | ---- | ---------- | ---- | -------- | ------ | ------ | ---------- | ---- |
| 当   | 稲田朋美 | 46   | 自由民主党 | 新   | 51,242票 | 33.40% | ――     |            | ○    |
| 比当 | 笹木竜三 | 48   | 民主党     | 元   | 50,869票 | 33.15% | 99.27% |            | ○    |
|      | 松宮勲   | 61   | 無所属     | 前   | 45,332票 | 29.55% | 88.47% |            | ×    |
|      | 金元幸枝 | 47   | 日本共産党 | 新   | 5,988票  | 3.90%  | 11.69% |            |      |

- 松宮はその後民主党に入党、第45回は3区に国替え立候補し比例復活。

時の内閣：第1次小泉第2次改造内閣 解散日：2003年10月10日 公示日：2003年10月28日 （全国投票率：59.86%（2.63%））
| 当落 | 候補者名 | 年齢 | 所属党派   | 新旧 | 得票数   | 得票率 | 惜敗率 | 推薦・支持 | 重複 |
| ---- | -------- | ---- | ---------- | ---- | -------- | ------ | ------ | ---------- | ---- |
| 当   | 松宮勲   | 59   | 自由民主党 | 前   | 55,698票 | 42.07% | ――     |            | ○    |
|      | 笹木竜三 | 46   | 無所属     | 元   | 54,019票 | 40.81% | 96.99% |            | ×    |
|      | 本郷史剛 | 32   | 民主党     | 新   | 16,309票 | 12.32% | 29.28% |            | ○    |
|      | 金元幸枝 | 45   | 日本共産党 | 新   | 6,354票  | 4.80%  | 11.41% |            | ○    |

時の内閣：第1次森内閣 解散日：2000年6月2日 公示日：2000年6月13日 （全国投票率：62.49%（2.84%））
| 当落 | 候補者名 | 年齢 | 所属党派   | 新旧 | 得票数   | 得票率 | 惜敗率 | 推薦・支持 | 重複 |
| ---- | -------- | ---- | ---------- | ---- | -------- | ------ | ------ | ---------- | ---- |
| 当   | 松宮勲   | 56   | 自由民主党 | 新   | 61,707票 | 43.02% | ――     |            | ○    |
|      | 笹木竜三 | 43   | 無所属     | 前   | 54,234票 | 37.81% | 87.89% |            | ×    |
|      | 青木康   | 52   | 民主党     | 新   | 16,507票 | 11.51% | 26.75% |            | ○    |
|      | 金元幸枝 | 42   | 日本共産党 | 新   | 10,998票 | 7.67%  | 17.82% |            |      |

時の内閣：第1次橋本内閣 解散日：1996年9月27日 公示日：1996年10月8日 （全国投票率：59.65%（8.11%））
| 当落 | 候補者名   | 年齢 | 所属党派   | 新旧 | 得票数   | 得票率 | 惜敗率 | 推薦・支持 | 重複 |
| ---- | ---------- | ---- | ---------- | ---- | -------- | ------ | ------ | ---------- | ---- |
| 当   | 笹木竜三   | 39   | 新進党     | 前   | 48,214票 | 34.02% | ――     |            |      |
|      | 松宮勲     | 52   | 無所属     | 新   | 40,840票 | 28.82% | 84.71% |            | ×    |
|      | 平泉渉     | 66   | 自由民主党 | 前   | 32,263票 | 22.77% | 66.92% |            | ○    |
|      | 古川太三郎 | 63   | 民主党     | 新   | 12,022票 | 8.48%  | 24.93% |            | ○    |
|      | 金元幸枝   | 38   | 日本共産党 | 新   | 8,369票  | 5.91%  | 17.36% |            |      |